# Valentim da Fonseca e Silva
Valentim de Fonseca e Silva, más conocido como Maestro Valentim (Serro, Minas Generales, c. 1745 — Río de Janeiro, 1813), fue un escultor, entallador y urbanista que trabajó en Brasil durante la época colonial. Gran parte de su obra se desarrolló en Río de Janeiro. Entre sus diseños más destacados se encuentran el Paseo Público, varias fuentes históricas de Río de Janeiro y tallas y esculturas en la iglesia de la Orden Tercera de Carmen y en el monasterio de San Benito. En 1913 se inauguró un busto suyo en el Paseo Público, su obra más emblemática.

## Biografía
Valentim de Fonseca y Silva era mulato, hijo de un hidalgo portugués y de una india. Algunos autores defienden que su padre lo llevó Portugal en 1748, donde habría aprendido escultura, versión que es historiográficamente controvertida.
De vuelta a Brasil en 1770, fundó un taller en el centro de Río de Janeiro y entró a la Hermandad de Nuestra Señora del Rosario de los Hombres Negros. Realizó varios trabajos de talla dorada para iglesias cariocas hasta su muerte. Durante el gobierno del virrey Luis de Vasconcelos e Sousa fue encargado de las obras públicas de la ciudad, habiendo proyectado diversas fuentes y el Paseo Público de Río de Janeiro, el primer parque público de América.
Falleció en 1813 y fue sepultado en Río de Janeiro.

## Principales obras

### Urbanismo

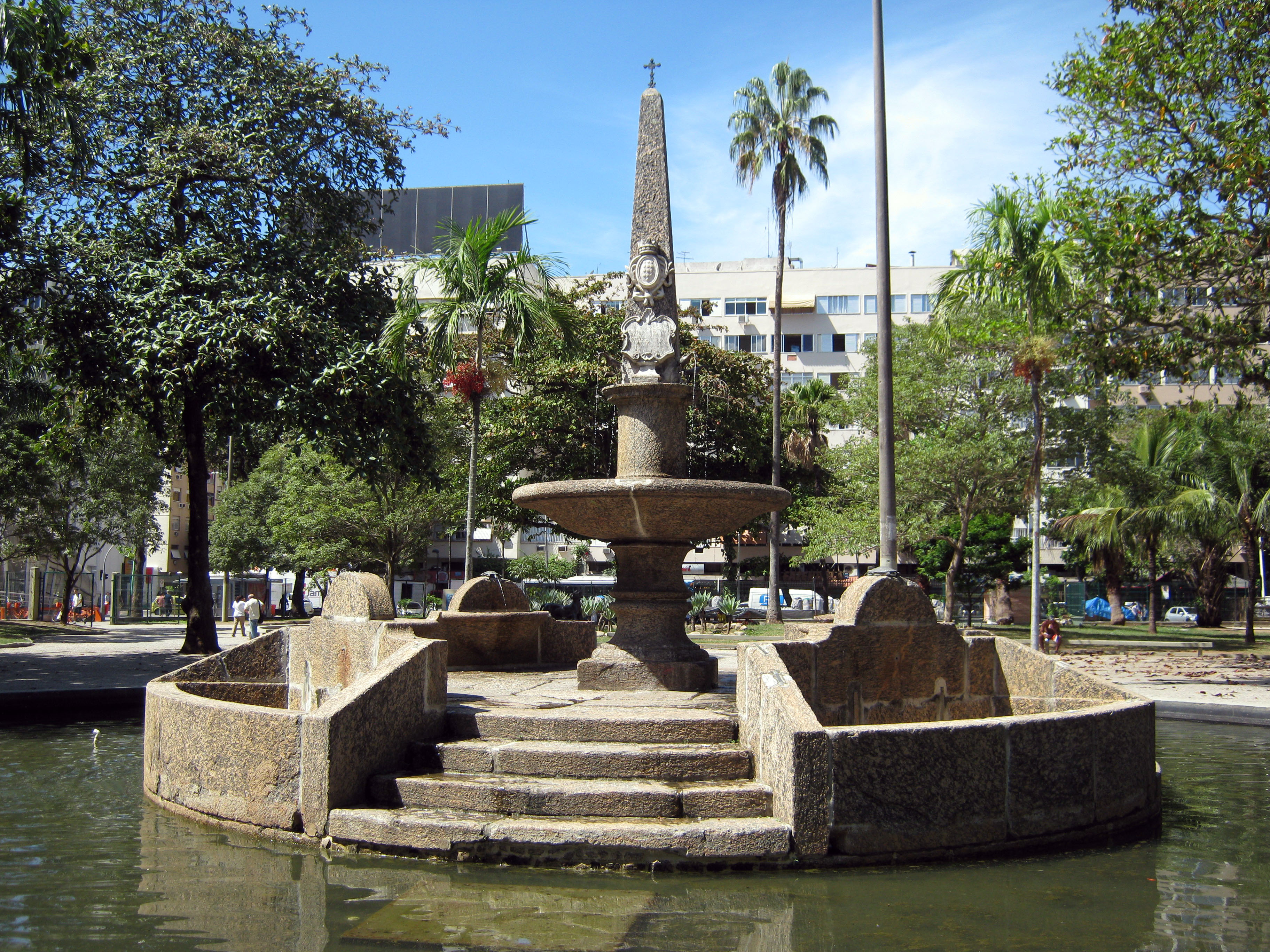
Chafariz de las Saracuras.

- Chafariz de las Saracuras. Fue realizado en 1795 para decorar el antiguo Convento de la Ayuda. Pero tras la demolición del edificio en 1911, la obra fue trasladada. Actualmente se encuentra en la plaza General Osório, en Ipanema, en Río de Janeiro. Se trata de un obelisco sobre una cuenca de granito con cuatro saracuras de bronce de donde brotaba agua.

- Chafariz de Carmo. Es popularmente conocido como Chafariz de Maestro Valentim o Chafariz de la Pirámide, se localiza en la plaza del Carmen (largo de Carmo, actual Plaza XV), en el centro histórico de Río. Antes de las obras de ganancia de tierra, se encontraba junto al muelle. La obra se inició en 1779, a mando del virrey Luís de Vasconcelos y Sousa, con riesgo del Brigadeiro Jacques Funk. Tiene la forma de una torre, encimada por una pequeña pirámide en granito, con detalles en piedra de lioz portuguesa.

- Recogimiento de Nuestra Señora del Parto. Después del incendio en 1789, Valentim proyectó la reconstrucción del edificio, ya demolido.

- Iglesia de Nuestra Señora de la Concepción y Buena Muerte. Proyectó en 1784 la fachada y el portal de la iglesia.

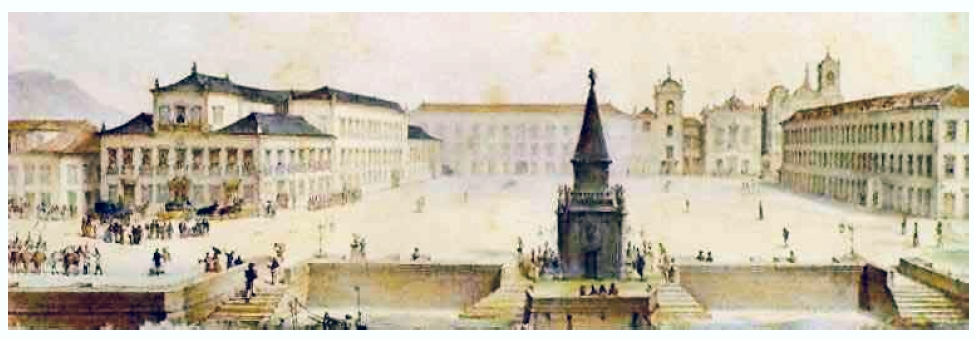
Vista del largo do Carmo en 1834 por Debret. En primero plano se ve el chafariz de Maestro Valentim junto al muelle.

- Paseo Público. Entre 1779 y 1783, De Vasconcelos y Sousa le encargó a Valentim un parque urbano inspirado en el Paseo Público de Lisboa y los jardines del Palacio Real de Queluz. El dibujo original del parque fue muy alterado en una reforma romántica hecha por el paisajista francés Auguste François Marie Glaziou alrededor de 1864.

- Fuente de las Marrecas. Inaugurado en el Paseo Público en 1789, se constituía de un arco de piedras que tenía un conjunto de patos fundidos en bronce y dos figuras mitológicas: la Ninfa Eco y el Cazador Narciso. Fueron las primeras estatuas fundidas en Brasil. La Ninfa Eco, de su pedestal, contemplaba el Cazador Narciso, absorto en contemplar la propia imagen reflejada en el espejo de agua.

### Talla y escultura

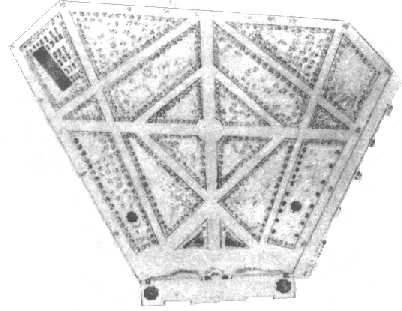
Plano del Paseo Público (1862).

- Iglesia de la Orden Tercera de Carmen. Trabajó en esa iglesia entre 1772 y 1880, inicialmente en colaboración con José de Fonseca Rosa. Esculpió elementos de talla del ábside y de la Capilla del Noviciado desala iglesia, además de varios otros altares.
- Monasterio de San Benito. Ejecutó lampadários de plata para la iglesia del monasterio entre 1781 y 1783.

- Iglesia de Santa Cruz de los Militares: Entre 1802 y 1812 ejecutó la talla del altar-mor y varios altares laterales de la iglesia, después dañados por un incendio. También esculpió dos estatuas de madera de San Juan y San Mateo para los nichos de la fachada, actualmente en el Museo Histórico Nacional.
- Iglesia de la Orden Tercera de San Francisco de Paula: Esculpió varios altares, inclusive el ábside de la iglesia, entre 1801 y su muerte, en 1813. Los altares fueron después alterados por el escultor Antônio de Pádua de Castro, que completó la talla de la iglesia.

### Fundición
- Ninfa Eco (hierro, 1783)
- Cazador Narciso (hierro, 1785)